# Paule-Marguerite Françoise de Gondi
Paule-Marguerite Françoise de Gondi, dite aussi Paule-Françoise de Gondi, née le 12 mars 1655 à Machecoul et morte le 21 janvier 1716 à Paris, est une aristocrate française du XVIIe siècle. Elle est duchesse de Retz, dame de Machecoul, marquise de La Garnache, comtesse de Joigny, baronne de Mortagne et, par son mariage, duchesse de Lesdiguières et comtesse de Sault. Elle est également la nièce du cardinal de Retz, qui cause à sa famille scandales et déshonneur vis-à-vis de la cour de Louis XIV.

## Biographie

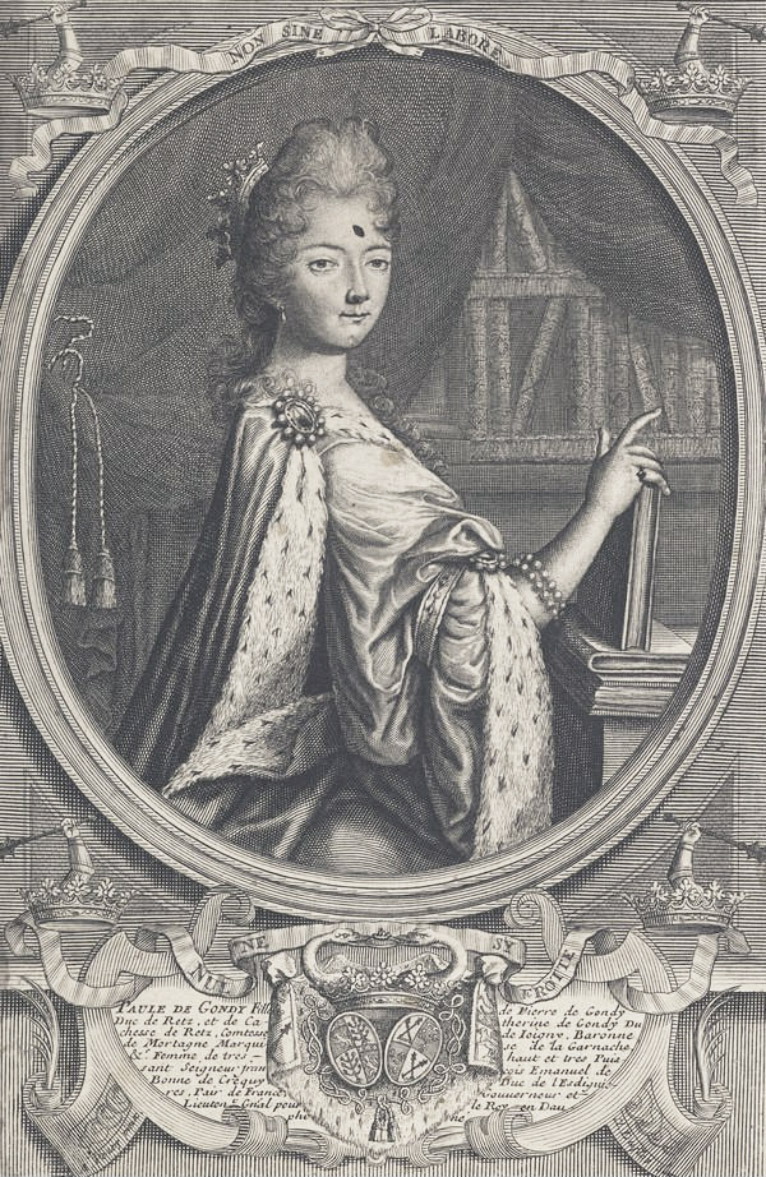
Portrait de Paule-Marguerite-Françoise de Gondi, vers 1705 par Claude Duflos.

Paule-Marguerite Françoise de Gondi est née le 12 mars 1655 à Machecoul, de Pierre de Gondi, troisième duc de Retz du chef de son épouse, seigneur de Machecoul, comte de Joigny, marquis de Belle-Île et de La Garnache, baron de Mortagne et de La Hardouinaye, pair de France, Général des galères de France, et de Catherine de Gondi (28 décembre 1612 - 18 septembre 1677 à Machecoul), duchesse de Retz.
Elle est la petite-fille de Henri de Gondi, deuxième duc de Retz, et de son épouse Jeanne de Scépeaux ; le duc Henri étant lui-même fils de Charles de Gondi, marquis de Belle-Île, et d'Antoinette d'Orléans-Longueville. Charles de Gondi était fils des premiers ducs de Retz : Claude-Catherine de Clermont et Albert de Gondi.
Ses parents ont une autre fille six ans avant sa naissance : Marie-Catherine Antoinette de Gondi (30 novembre 1648 à Machecoul – 1er juillet 1716 à Paris), religieuse sous le nom de « Sœur Antoinette de Sainte-Scholastique » à Machecoul.
En 1676, à la mort de son père, elle hérite de ses domaines et devient quatrième duchesse de Retz, dame de Machecoul, marquise de La Garnache, comtesse de Joigny et baronne de Mortagne.
Héritière et successeur des Gondi, qui, notamment après les épisodes de la vie mouvementée de son oncle frondeur, le fameux cardinal de Retz, ont une mauvaise réputation à la Cour du roi Louis XIV, Paule-Marguerite Françoise de Gondi voit son château de Machecoul démantelé en 1699. Elle cherche à redonner sa réputation à la famille de Gondi, en commanditant l'Histoire généalogique de la Maison de Gondi, publiée à Paris en 1705 par Corbinelli, en deux volumes in quarto , .
Elle est en procès avec les moines de l'Abbaye Notre-Dame de la Chaume de Machecoul.

### Mariage et descendance

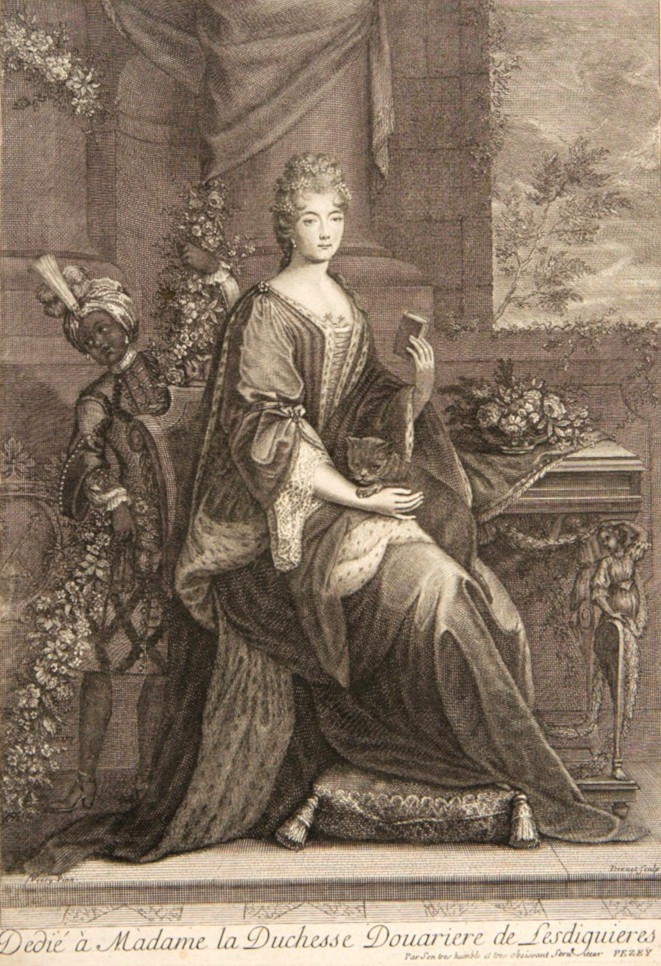
Portrait de Paule-Marguerite-Françoise de Gondi et son esclave noire, par Pierre Drevet.

Elle épouse le 12 mars 1675 François-Emmanuel de Blanchefort-Créquy, quatrième duc de Lesdiguières, comte de Sault, pair de France, gouverneur du Dauphiné (décembre 1645 - Saint Germain en Laye, 3 mai 1685), fils de François de Bonne de Créqui, troisième duc de Lesdiguières, pair de France, gouverneur du Dauphiné, et de sa seconde épouse, Anne de La Magdelaine, dame de Ragny et de La Bazolle. Ils ont un fils :
- Jean-François Paul de Blanchefort-Créquy, cinquième duc de Lesdiguières, comte de Sault, pair de France, gouverneur du Dauphiné (Paris, 3 octobre 1678 –  Modène, 6 octobre 1703). Il épouse le 17 janvier 1696 Louise-Bernardine de Durfort (1675-1747), fille de Jacques Henri de Durfort, duc de Duras, maréchal de France, et de Marguerite de Lévis-Ventadour. Sans postérité.

Elle meurt le 21 janvier 1716 à Paris, âgée de 60 ans. Son fils unique étant mort avant elle en 1703, à l'âge de 25 ans, le duché de Retz et les domaines bourguignons de Ragny et de La Bazolle sortent de la famille de Gondi pour entrer dans la maison de Neufville de Villeroy, apparentée aux Gondi, la grand-mère maternelle de Louis-Nicolas de Neufville-Villeroy, Marguerite-Françoise de Gondi, épouse de Louis de Cossé duc de Brissac, étant la sœur cadette de Catherine de Gondi. 

## Armoiries
| Armes | Blasonnement                                                                  |
| ----- | ----------------------------------------------------------------------------- |
|       | D'or, à deux masses d'armes de sable, passées en sautoir et liées de gueules. |

## Sources
- « Emmanuel Leduc. L'Histoire de Machecoul au travers de la fresque Pavageau de la Salle St Honoré. 200?. p. 13. »(Archive.org • Wikiwix • Archive.is • Google • Que faire ?) (consulté le 21 août 2014)
- Christophe Levantal. Ducs et pairs et duchés-pairies laïques à l'époque moderne : (1519-1790).
- Louis Moreni. Le grand dictionnaire historique, ou le mélange curieux de l'histoire sacrée….
- Félix Vicq-d'Azur, Jean Le Rond d'Alembert. Encyclopédie méthodique, ou par ordre de matières : Par une société…, Volume 25.